# Mazda RX-5
Der Mazda RX-5 (Bezeichnung in Japan Mazda Cosmo AP bzw. Mazda Cosmo L, auf manchen Märkten Mazda 121 L) war ein von Juni 1975 bis Dezember 1981 produziertes zweitüriges Mittelklasse-Coupé des japanischen Automobilherstellers Mazda mit Wankelmotor. Es wurde parallel dazu auch eine Version dieses Fahrzeuges mit einem 1,8 l großen 4-Zylinder-Reihenmotor mit einer Leistung von 64 kW unter der Modellbezeichnung "Mazda 121" angeboten.
Der RX-5 basierte technisch auf dem Mazda RX-4, besaß aber, anders als dieser, eine hintere Mehrlenkerachse und hintere Scheibenbremsen.
Angeboten wurde das Modell sowohl als Stufenheckcoupé mit Landau-Vinyldach nach Art zeitgenössischer amerikanischer Coupés (Cosmo L) als auch mit angedeutetem Schrägheck und in die B-Säule integriertem Fenster(Cosmo AP). In Deutschland war nur letztere Variante erhältlich.
Angetrieben wurde der RX-5 in Wankelversion von einem Zweischeiben-Wankelmotor mit 1208 oder 1316 cm³ Kammervolumen mit 82 kW oder 80 kW, (Motortypen 12A oder 13B).
Mitte 1979 wurde ein überarbeiteter RX-5 eingeführt. Sie gelangte aber aufgrund schwacher Nachfrage nicht mehr in den Export.
Ende 1981 wurde der RX-5 zugunsten des Mazda RX-7 eingestellt.